# كولن ولز
كولن ولز (بالإنجليزية: Colin Wells)‏ هو ممثل بريطاني، ولد في 11 سبتمبر 1963 بغرينتش في المملكة المتحدة.

## وصلات خارجية
- كولن ولز على موقع IMDb (الإنجليزية)
- كولن ولز على موقع قاعدة بيانات الفيلم (الإنجليزية)